# Selaginella plana
Selaginella plana là một loài dương xỉ trong họ Selaginellaceae. Loài này được Desv. ex Poir. Hieron. mô tả khoa học đầu tiên năm 1901.

## Hình ảnh

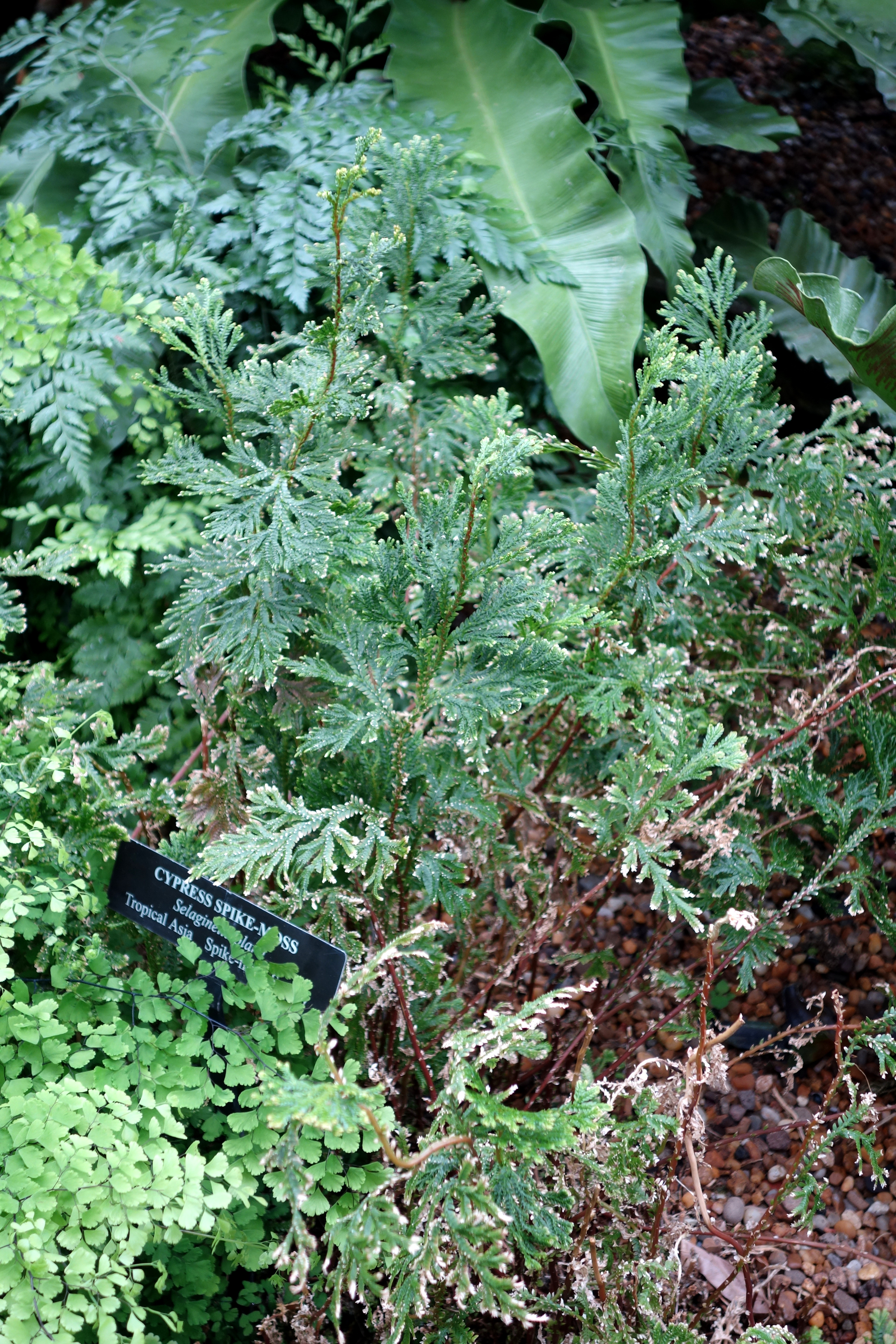
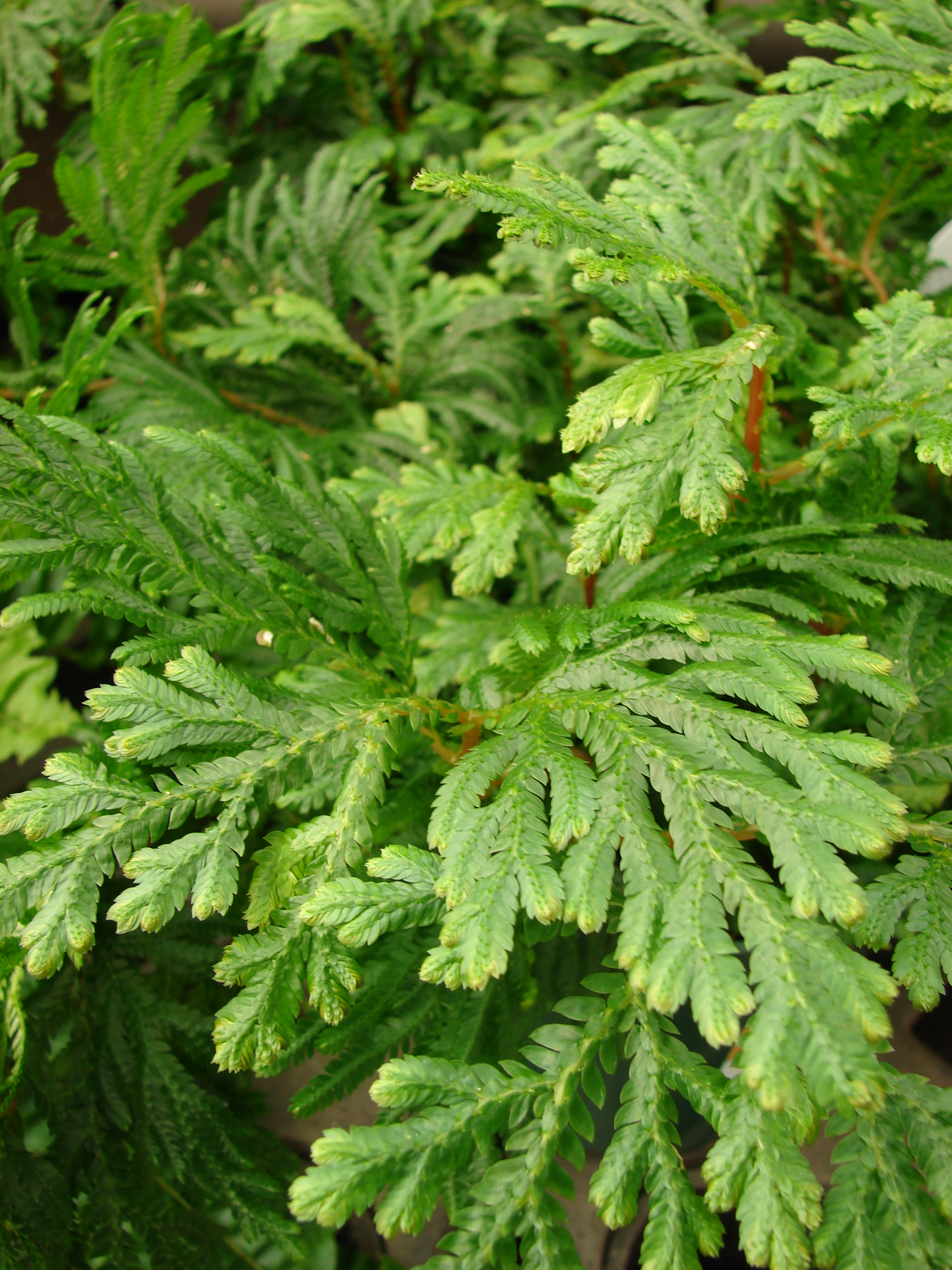